# IBM 7090

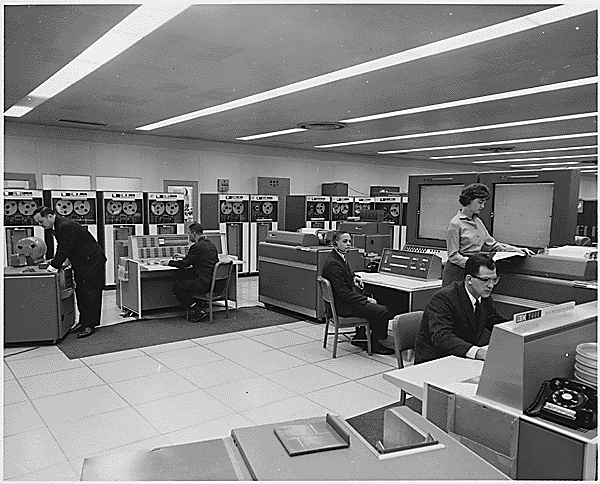
Dual 7090 a la NASA durant el Projecte Mercury.

L'ordinador 7090 va ser creat a finals de 1958 per IBM (International Business Machines).

## Introducció
El seu antecessor, IBM 709, feia servir  tubs de buit però en la IBM 7090 es van utilitzar ja transistors, aconseguint unes velocitats sis vegades superiors als anteriors. I encara més diferència en la velocitat s'observava respecte al IBM 704 que era molt menys potent. Les primeres instal·lacions daten de finals de 1959. Era compatible amb molts dels programes creats per al 704 i compartia part del repertori d'instruccions del 709.
La IBM 7090 es va crear com un ordinador de propòsit general, però, com totes les computadores de la seva època, el seu disseny va donar importància a la velocitat en el càlcul científic. També es va utilitzar per negocis com a controlador d'estocs, comptabilitat de les empreses, etc.
El 1965 ja s'havien venut més de 300 IBM 7090/94, amb un preu que rondava els tres milions de dòlars.

## IBM 7094 i IBM 7040/7044
Una versió millorada, l'IBM 7094, va ser el primer que es va instal·lar el setembre de 1962. Tenia set registres d'índex, en comptes dels tres de les màquines anteriors. La consola del 7094 tenia una caixa distintiva que mostrava llums per als quatre registres d'índex nous.
El 1963, IBM introduïa màquines de cost més baix amb una arquitectura similar, però menys instruccions i simplificava I/O, anomenades  IBM 7040  i 7044. L'abril de 1964 el primer  7094 II  es va instal·lar, tenia gairebé dues vegades la velocitat del 7090 a causa d'un cicle de rellotges més ràpid i la introducció de l'execució solapada d'instruccions.

## Aplicacions notables
- El Compatible Time-Sharing System (CTSS), un dels primers sistemes operatius de temps compartit va ser desenvolupat al MIT (Projecte MAC) utilitzant-ne un 7094 amb un banc extra de memòria, entre altres modificacions.
- La NASA va fer servir el 7090, i, més tard, el 7094 per controlar el Projecte Mercury i el Projecte Gemini, de vols a l'espai. Durant el primer Projecte Apol·lo, un 7094 es va mantenir operatiu per fer córrer el programari de planificació de vols fins als ordinadors System/360.
- La Força Aèria dels EUA va retirar el seu darrer 7094 en servei del Sistema d'Avís de Míssils Balístics ("BMEWS") els anys 1980 després de gairebé 30 anys d'ús.
- L'Armada dels EUA continuava utilitzant un 7094 al Centre de Proves de Míssils al Pacific, a Punt Mugu, Califòrnia durant els anys 1980, tot i que es va fer una cerimònia de "jubilació" el juliol de 1982. No totes les aplicacions havien estat passades al seu successor, un processador doble CDC Cyber 175.
- Un parell 7090 a Briarcliff Manor, Nova York, van ser la base per a la versió original del SABRE, sistema de reserva introduït per les línies aèries americanes el 1962.
- El 1961 Alexander Hurwitz va fer servir un 7090 per descobrir dos nombres primers de Mersenne, amb 1281 i 1332 dígits - els nombres primers més grans coneguts a l'època.
- El 1961, el 7094 es va convertir en el primer ordinador a cantar, fent-ho amb la cançó Daisy Bell. Les vocals estaven programades per John Larry Kelly i Carol Lockbaum i l'acompanyament estava programat per Max Mathews. Aquesta actuació va ser la inspiració per a una escena similar a 2001: Una odissea a l'espai.
- La instal·lació A 7090/1401 es presenta a la pel·lícula Dr. Strangelove, amb la impressora 1403 d'IBM, jugant un paper fonamental en la trama (és l'amagatall per a un transistor; que, quan el troba i engega un dels tres personatges interpretats per Peter Sellers a la pel·lícula, revela que l'atac nuclear ordenat pel boig comandant de la base d'Air Force boig és fals, i s'ha d'aturar de totes totes).
- El compositor Iannis Xenakis va escriure la seva obra "Atrées" fent servir una IBM 7090 a la Plaça Vendôme, de París.
- Tres sistemes 7090 es van instal·lar al Japó el 1963, un a la Mitsubishi Nuclear Power Co., al centre de dades d'IBM Japó a Tòquio, i a Toshiba a Kawasaki. S'utilitzaven principalment per a la computació científica.